# Zsófia Torma
Zsófia Torma (Csicsókeresztúr, 26 de setembro de 1832 – Szászváros, 14 de novembro de 1899) foi uma arqueóloga, antropóloga e paleontóloga húngara.

## Biografia
Torma nasceu em Csicsókeresztúr, Condado de Beszterce-Naszód, Áustria-Hungria (hoje Cristeștii Ciceului, Condado de Bistrița-Năsăud, Romênia). Depois que seus pais morreram, ela se mudou com sua irmã para Szászváros, agora na Romênia, onde começou a estudar as fazendas de caracóis que encontrou no condado de Hunedoara.
Ela era autodidata. Em 1875, ela foi incentivada por Flóris Rómer, considerado por alguns como o pai da arqueologia húngara, a iniciar suas próprias escavações no antigo assentamento de Turdas, ao longo do Rio Mureş. Os símbolos e inscrições em objetos de barro que ela encontrou durante uma escavação no condado de Hunyad tornaram-se uma sensação arqueológica. Ela também encontrou artefatos da cultura Tordos de 6 000 a 7 000 anos, alguns dos quais estavam cobertos com símbolos Vinca, Segundo Gizela.
Zsófia Torma foi a primeira a descobrir a cultura neolítica de Tordos, chamando a atenção para a ligação entre os signos de Tordos e a alfabetização assírio-babilônica, a penetração da literatura suméria pelo sudeste da Europa. Trabalhou em Tordos durante vinte anos, mais de trinta anos antes da descoberta dos achados e dissertações cuidadosamente recolhidos e extremamente valiosos sobre eles, pois a cultura Vinca-Tordos só foi explorada em 1908.
Torma teve sérios problemas financeiros causados por suas escavações autofinanciadas. Ela também lutou com arqueólogos em seu próprio país, que "a ridicularizaram e a ignoraram, como mulher e amadora no campo da arqueologia, bem como suas ideias e esforços inovadores".  No entanto, seus achados e escritos encontraram aceitação entre pesquisadores estrangeiros que mantinham longas correspondências com ela.
Seu trabalho mais conhecido, o Ethnographische Analogien, foi publicado em Jena, Alemanha, em 1894.[carece de fontes?]
Torma teve um papel importante na fundação do Museu Nacional de História da Transilvânia de Kolozsvár (atual Cluj-Napoca). Em seu testamento, ela deixou sua coleção de 10 387 peças arqueológicas para o Museu de Medalhas e Antiguidades do Museu Nacional da Transilvânia.
Em 24 de maio de 1899, apenas alguns meses antes de sua morte, ela se tornou a primeira mulher a ser nomeada médica honorária no Kolozsvári m. kir. Ferencz József Tudomány, o que é hoje a Universidade Babeș-Bolyai.
Torma morreu em Szászváros (atual Orăştie), em 14 de novembro de 1899.